# Gironde (departement)
Gironde (33) is een departement in Frankrijk, gelegen in de regio Nouvelle-Aquitaine.

## Geschiedenis
Het departement was een van de 83 departementen die werden gecreëerd tijdens de Franse Revolutie, op 4 maart 1790 door uitvoering van de wet van 22 december 1789, uitgaande van een deel van de provincies Guyenne en Gascogne. Tussen 1793 en 1795 heette het gebied ook Bec-d'Ambès, aangezien de naam Gironde deed denken aan een parlementaire groep, de girondijnen, die in die tijd vervolgd werden. Het departement was onderdeel van de regio Aquitaine totdat die op 1 januari 2016 werd opgeheven.

## Geografie
Gironde wordt begrensd door de departementen Landes, Lot-et-Garonne, Dordogne en Charente-Maritime.
Gironde bestaat uit zes arrondissementen:
- Arcachon
- Blaye
- Bordeaux
- Langon
- Lesparre-Médoc
- Libourne

Gironde bestaat uit 33 kantons:
- Kantons van Gironde

Gironde bestaat uit 542 gemeenten:
- Lijst van gemeenten in het departement Gironde

## Demografie
De inwoners van Gironde heten Girondins.

### Demografische evolutie sinds 1962
| Naam       | Index 1962 | Index 1968 | Index 1975 | Index 1982 | Index 1990 | Index 1999 | Index 2008 | Index 2019 |
| ---------- | ---------- | ---------- | ---------- | ---------- | ---------- | ---------- | ---------- | ---------- |
| Gironde    | 100,0      | 107,9      | 113,5      | 120,5      | 129,7      | 137,6      | 151,9      | 173,5      |
| Frankrijk* | 100,0      | 107,1      | 113,3      | 117,0      | 121,9      | 126,0      | 133,8      | 140,1      |

| Naam       | Inw./Km² 1962 | Inw./km² 1968 | Inw./km² 1975 | Inw./km² 1982 | Inw./km² 1990 | Inw./km² 1999 | Inw./km² 2008 | Inw./km² 2019 |
| ---------- | ------------- | ------------- | ------------- | ------------- | ------------- | ------------- | ------------- | ------------- |
| Gironde    | 93,5          | 100,9         | 106,1         | 112,8         | 121,3         | 128,7         | 142,1         | 162,8         |
| Frankrijk* | 84,2          | 90,1          | 95,4          | 98,5          | 102,7         | 106,1         | 112,7         | 119,7         |

Frankrijk* = exclusief overzeese gebieden
Bron: Recensement Populaire INSEE - 1962 tot 1999 population sans doubles comptes, nadien Population Municipale
Op 1 januari 2022 had Grionde 1.674.980 inwoners.

### De 10 grootste gemeenten in het departement
| Nr. | Gemeente               | Aantal inwoners (2022) |
| --- | ---------------------- | ---------------------- |
| 1   | Bordeaux               | 265.328                |
| 2   | Mérignac               | 77.136                 |
| 3   | Pessac                 | 66.874                 |
| 4   | Talence                | 45.869                 |
| 5   | Villenave-d'Ornon      | 42.185                 |
| 6   | Saint-Médard-en-Jalles | 32.749                 |
| 7   | Bègles                 | 30.968                 |
| 8   | La Teste-de-Buch       | 27.141                 |
| 9   | Cenon                  | 26.784                 |
| 10  | Gradignan              | 26.186                 |

## Afbeeldingen

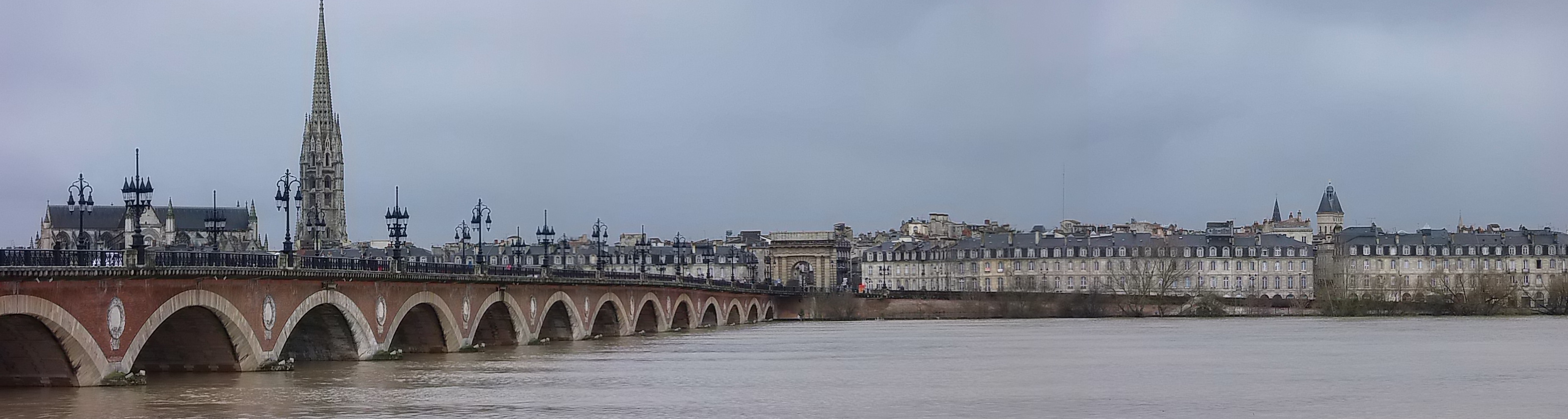
Pont de Pierre, Bordeaux
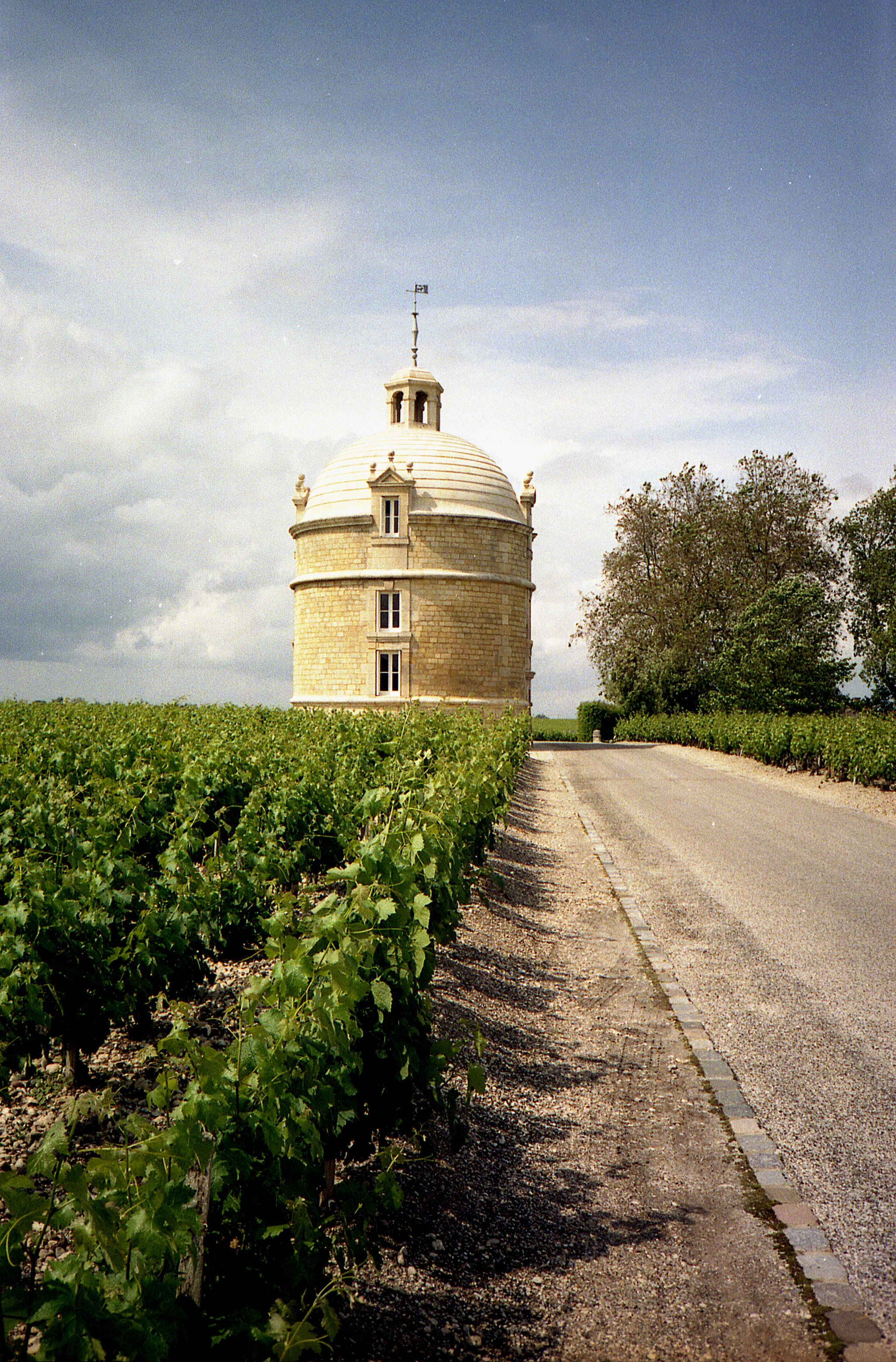
Wijngaard in Pauillac
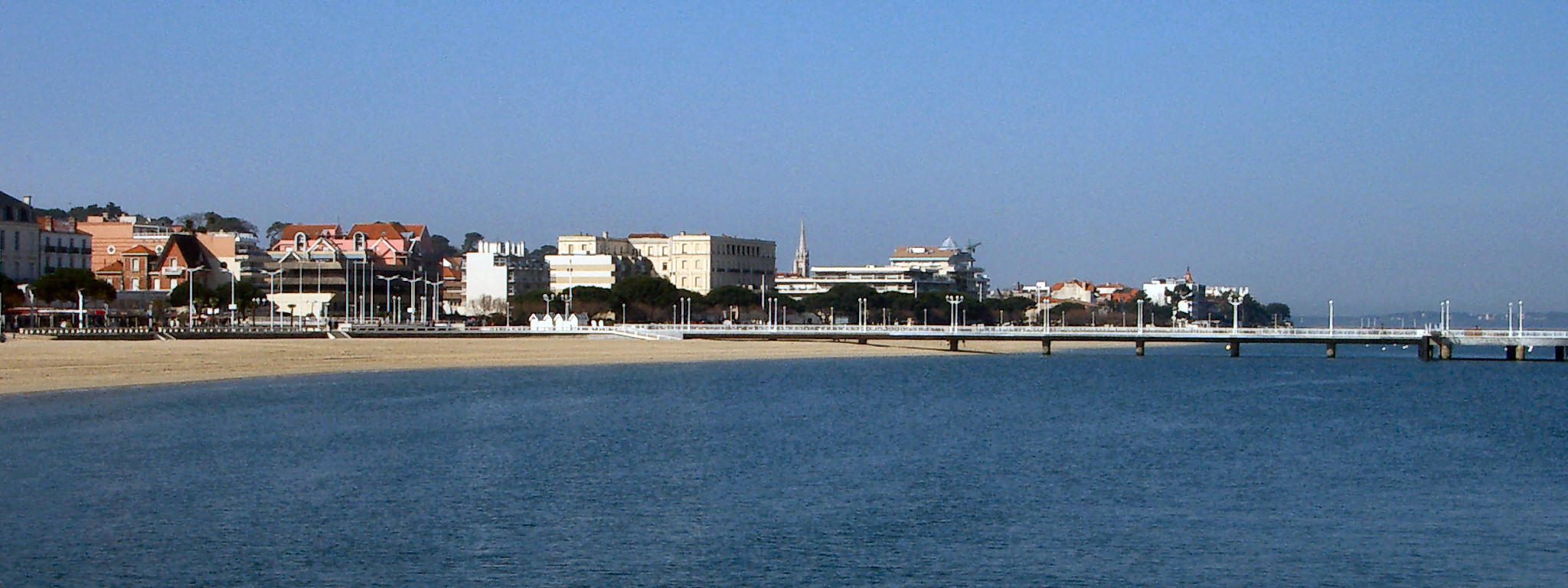
Arcachon